# Stromae
Paul van Haver (Etterbeek, Bruselas; 12 de marzo de 1985), más conocido por su nombre artístico Stromae, es un cantante y compositor belga, que ha desarrollado su carrera en el hip hop y la música electrónica. Stromae saltó a la fama con canciones como «Alors on danse», «Papaoutai» y «Tous les mêmes». Ha publicado tres álbumes de estudio, Cheese, Racine carrée y Multitude.

## Biografía

### Infancia e inicios de su carrera
Es originario de Laeken, Bruselas. Paul van Haver es hijo de madre belga y padre ruandés, arquitecto. Cuando tenía nueve años, su padre fue a su país natal por motivos profesionales y falleció durante el genocidio de Ruanda (1994) muy cerca de los Grandes Lagos de África, noticia de la cual se enteró su familia a través de una llamada telefónica después de haber perdido contacto con él durante varios meses antes de su fallecimiento. Huérfano de padre a los nueve años, Van Haver se crio junto a sus tres hermanos y su hermana en la periferia de Bruselas. A los once años, el joven empezó a interesarse por la música y fue inscrito en la academia musical de Jette. Allí tomó clases de solfeo y batería.
En el año 2000, a los quince años, Paul Van Haver escoge el alias Opsmaestro para darse a conocer en el mundo del rap. Pero era muy parecido al de otro artista local y decidió cambiarlo por el nombre por el que sería conocido mundialmente solo nueve años después: Stromae. Van Haver utilizó el verlan e invirtió las sílabas de la palabra maestro, como le tildaban los suyos cada vez que escuchaban su música, como su alias. A los diecisiete años forma el grupo Suspicion en compañía del rapero J.E.D.I. y juntos componen la canción y el video musical Faut qu't'arretes le rap. No obstante, J.E.D.I. decide dejar el dueto lo que se convierte en los inicios de la carrera como solista para Stromae. En el 2005, Stromae comienza a darse a conocer al público con su participación en diferentes competiciones de baile Hip Hop, entre éstas Hip Hop Family en el 2006 y Juste Debout en 2007.
Con el fin de poder pagarse sus estudios de cinematografía, Stromae trabaja durante un año en la cadena de comidas rápidas Quick. Siendo insuficientes sus ahorros hasta ese momento, Stromae opta por inscribirse en la escuela INRACI en Bruselas, donde realiza sus estudios como ingeniero de sonido. El cantante invierte todos sus ahorros en la creación de su primer EP de cuatro canciones llamado Juste un cerveau, un flow, un fond et un mic. También colabora con muchos raperos como BdBanx y Beretta en el álbum Dès le départ.
En el 2008, firma un contrato con Because Music y Kilomaître por cuatro años. Durante esta época trabaja como compositor para varios artistas, entre estos Melissa M para quien escribe el sencillo Cette fois de su álbum Avec tout mon amour. De igual forma participa en la composición de cuatro temas del álbum À l'ombre du show business del cantante Kery James al igual que en la canción Si je t'emmène de Anggun de su álbum Elevation5. Paralelamente, el cantante comienza a difundir vídeos en internet donde explica sus creaciones musicales bajo lecciones tituladas Les leçons de Stromae.

### Primer álbum y éxito internacional de Stromae
Al mismo tiempo que Van Haver se daba a conocer en internet a través de sus vídeos, el cantante funda su propia empresa de producción musical, Mosaert (anagrama de Stromae) al igual que firma con la discográfica Universal Music France para la promoción y distribución de su música. Pascal Nègre, presidente de la compañía, confesó haber sido seducido por "la fuerza de sus canciones y todo el talento que desbordaba frente a nosotros" pero "también porque ya se comentaba mucho sobre él en Internet, como lo demuestran las más de 300.000 visitas de su página Myspace". En 2009, mientras que el cantante realiza una pasantía en la estación de radio NRJ en la capital belga, Van Haver lanza sus dos primeras canciones: Alors on danse y Up Saw Liz. Pero fue gracias al apoyo de una de las locutoras de la estación de radio: Julie y del agente musical Vincent Verbelen, quienes sorprendidos por el talento de Stromae; deciden colocar en rotación la canción Alors on danse por primera vez. En cuestión de semanas, el éxito de la canción se extiende por toda Europa llegando a lo más alto de las rankings de ventas en países como Francia, Alemania, Bélgica, Suiza, Grecia, Italia entre otros. La canción recibió una acogida tan positiva que inclusive personalidades de todos los ámbitos tales como Anna Wintour, Jean-Claude Van Damme y el expresidente francés Nicolas Sarkozy no ocultaron su gusto por la canción del nuevo artista.
Su primer álbum Cheese es lanzado el 21 de junio de 2010. Según reveló en una entrevista, utilizó la expresión "cheese" (empleada en muchos países al momento de tomar una foto) refiriéndose a aquellas sonrisas presentes en todos los retratos, particularmente en las fotos grupales de la época escolar. La crítica francesa comparó su voz con la de Gaëtan Roussel, el cantante del grupo francés Louise Attaque. Varias versiones de la canción fueron realizadas por diferentes artistas, entre éstas la del grupo The Lost Fingers y una versión jazz en inglés por la cantante Kellylee Evans cuyo título cambió a And so we dance. Dos versiones remezcladas importantes fueron publicadas ese mismo año. El 2 de septiembre de 2010, la remezcla de Alors on danse junto al rapero estadounidense Kanye West fue lanzada exclusivamente para el público anglófono. La segunda colaboración fue con el disc jockey alemán Paul Kalkbrenner quien remezcla otra canción del álbum, Te quiero.
A inicios del 2010, Stromae lanza una nueva versión acústica-sinfónica de Alors on danse con la orquesta de Brive la Gaillarde. Su tercer sencillo House'llelujah tuvo una remezcla de Klass quien ya ha había remezclado Alors on danse para el concierto de la solidaridad 300 jours déjà..., concierto organizado para Hervé Ghesquière et Stéphane Taponier. En diciembre de 2010, Stromae publica en su página de Facebook un adelanto del documental Cheap Team mostrando su recorrido profesional hasta el momento. Este se encuentra disponible en la versión deluxe de su primer álbum Cheese. En diciembre de 2010 Stromae da sus primeros conciertos oficiales en Francia durante el Rencontres Trans Musicales de Rennes.  El 23 de mayo de 2011, durante la transmisión del programa francés Taratata, Stromae interpreta en conjunto con los Black Eyed Peas los éxitos Alors on danse y Don't Stop the Party. Stromae había conocido al líder del grupo, will.i.am en los NRJ Music Awards en Cannes en enero, quien mencionó haber amado la canción del cantante belga y que le encantaría colaborar con él. Durante esa misma emisión, Stromae anunció que sería el telonero del grupo durante sus conciertos del 24 y 25 de junio en el Stade de France en París.
Después del éxito internacional de su primer sencillo y álbum, Stromae recibe nominaciones y premios en toda Europa y en su natal Bélgica, sobre todo. Entre sus nominaciones más importante están las de los MTV Europe Music Awards del 2010 y 2011. Ese último año también figuró entre los diez laureados de los European Border Breakers Awards (EBBA) que recompensan los nuevos artistas y grupos europeos cuyo primer álbum internacional consigue éxito en el extranjero. Alors on danse recibe la distinción de "éxito del año 2010" en la cuarta edición des los Music Industry Awards (MIA) que recompensa los mejores artistas belgas. En Francia, la misma canción recibe igualmente una nominación a los premios NRJ en la categoría "canción francesa del año".

### Evolución en su carrera
En un encuentro con la revista Inrocks en octubre de 2011, Stromae revela que su álbum próximo, del cual sólo es un "bosquejo", tendrá " influencias "afro", percusiones pesadas, sonidos cubanos o rumba congolesa". El 7 de mayo de 2013, anuncia en su página de Facebook la salida del primer sencillo de su segundo álbum que se titula Papaoutai. Este primer "single" está disponible el 13 de mayo en versión digital. Para este nuevo álbum, Stromae hace un trío con Orelsan y Mâitre Gims. El 22 de mayo de 2013, un vídeo casero es publicado en YouTube que muestra al cantante aparentemente ebrio cerca de una parada de tranvía. Este vídeo crea asombro. Dos días más tarde, el 24 de mayo de 2013, interpreta un nuevo título llamado "Formidable", al fin de la emisión de televisión "Esta tarde" (o jamás!) en Francia. Algunos días más tarde, saca el clip de la canción, en la cual interpreta a un hombre ebrio que rompió con su novia. El clip Formidable es escuchado en las calles. Tres días después de la publicación del clip, este tiene 3 millones de reproducciones, lo que es un récord para un artista belga.

### Reaparición musical
El 23 de marzo de 2018, después de dos años y medio sin volver a actuar en el escenario, apareció sorpresivamente en Bruselas en el Bosque Nacional para cantar «La pluie», durante un concierto de la gira de Orelsan después de La fête est finie. A principios de abril de 2018, en el Le Bon Marché de París, junto con su esposa y su hermano, presentó la quinta cápsula de su marca de ropa y video Mosaert. Una canción inédita, «Défiler», compuesta e interpretada por el cantante fue lanzada el 27 de abril para acompañar la colección. Además, trabajó como productor del álbum 19 de MHD, que ARTSIDE Records lanzó el 19 de septiembre del mismo año.
A finales del 2019 reaparecería colaborando con Coldplay, con la canción "Arabesque" y cantando junto a ellos en el concierto de Jordania.
El 15 de octubre de 2021, saca inminentemente y sin previo aviso su sencillo "Santé", lo cual revoluciona las redes.

### Creación de Mosaert
Tras desaparecer de los escenarios, funda una empresa creativa en Bruselas bajo el nombre de "Mosaert". Seguirá trabajando en el ámbito musical pero desde la dirección artística, el sector audiovisual o el mundo del diseño. Como ejemplo, podemos encontrar su participación como director artístico en el videoclip de "Hostage" de Billie Eilish.

### Regreso de Stromae
Después de publicar su videoclip oficial "Défiler" para presentar la cápsula 5 de su marca de ropa Mosaert el 27 de abril del 2018, Stromae anunció en las redes sociales el lanzamiento de su nuevo sencillo "Santé", 8 horas después fue publicado el videoclip oficial del mismo el 15 de octubre del 2021 anunció su regreso a los escenarios en París y Bruselas confirmando nuevas fechas para el año 2022. El 10 de mayo de 2023 anuncia la cancelación de su gira europea, que tenía prevista realizar por Bélgica, Francia, Suiza, Alemania, Italia y Países Bajos, por motivos de salud.

## Discografía

### Álbumes de estudio
| Título        | Detalles | Posición más alta en lista | Posición más alta en lista | Posición más alta en lista | Posición más alta en lista | Posición más alta en lista | Posición más alta en lista | Posición más alta en lista | Posición más alta en lista | Certificaciones | Ventas                                         |
| Título        | Detalles | BEL                        | ALE                        | CAN                        | EE.UU.Heat                 | FRA                        | GRE                        | HOL                        | SUI                        | Certificaciones | Ventas                                         |
| ------------- | --- | -------------------------- | -------------------------- | -------------------------- | -------------------------- | -------------------------- | -------------------------- | -------------------------- | -------------------------- | --- | ---------------------------------------------- |
| Cheese        | - Publicado: 14 de junio de 2010 - Discográfica: Universal, Vertigo, Mosaert - Formatos: CD, descarga digital           | 7                          | 29                         | 29                         | —                          | 6                          | 4                          | 75                         | 18                         | - IFPI Bel: 3x Platino - SNEP: Oro                                                                                                  | - FRA: 260 000 - BEL: 60 000                   |
| Racine carrée | - Publicado: 19 de agosto de 2013 - Discográfica: Universal, Vertigo, Mosaert - Formatos: CD, descarga digital          | 1                          | 21                         | 21                         | 19                         | 1                          | —                          | 1                          | 1                          | - SNEP: 4x Diamante - IFPI Bel: 12x Platino - IFPI Sui: 5x Platino - NVPI: 2x Platino - FIMI: Platino - MC: Platino - IFPI Aut: Oro | - FRA: 2 100 000 - BEL: 240 000 - SUI: 100 000 |
| Multitude     | - Publicado: 5 de marzo de 2022 - Discográfica: Universal, Vertigo, Mosaert - Formatos: CD, descarga digital, streaming |                            |                            |                            |                            |                            |                            |                            |                            | |                                                |

### EP
- 2007: Juste un cerveau, un flow, un fond et un mic…

### Mixtape
- 2006: Freestyle Finest
- 2009: Mixture Elecstro

### Álbumes video
- 2015: Racine carrée Live

### Sencillos
| Año  | Sencillo                                        | tabla de posiciones | tabla de posiciones | tabla de posiciones | tabla de posiciones | tabla de posiciones | tabla de posiciones | tabla de posiciones | tabla de posiciones | tabla de posiciones | tabla de posiciones | tabla de posiciones | Certificaciones                                                                                                  | Álbum                    |
| Año  | Sencillo                                        | BEL (Val)           | BEL (Fla)           | AUT                 | DIN                 | ESP                 | HOL                 | FRA                 | ALE                 | ITA                 | SUI                 | EU                  | Certificaciones                                                                                                  | Álbum                    |
| ---- | ----------------------------------------------- | ------------------- | ------------------- | ------------------- | ------------------- | ------------------- | ------------------- | ------------------- | ------------------- | ------------------- | ------------------- | ------------------- | --- | ------------------------ |
| 2005 | "Faut qu’t’arrêtes le rap..." (feat. J.E.D.I.)  | —                   | —                   | —                   | —                   | —                   | —                   | —                   | —                   | —                   | —                   | —                   | | Sencillo independiente   |
| 2009 | "Up saw liz"                                    | —                   | —                   | —                   | —                   | —                   | —                   | —                   | —                   | —                   | —                   | —                   | | Mixture Elecstro         |
| 2009 | "Alors on danse"                                | 1                   | 1                   | 1                   | 1                   | 9                   | 1                   | 1                   | 1                   | 1                   | 1                   | 1                   | - ALE: Platino - BEL: 3× Platino - DIN: Platino - ESP: Oro - EUA: Oro - ITA: Platino - RU: Oro - SUI: 2× Platino | Cheese                   |
| 2010 | "Bienvenue chez moi"                            | —                   | —                   | —                   | —                   | —                   | —                   | —                   | —                   | —                   | —                   | —                   | | Cheese                   |
| 2010 | "Te quiero"                                     | 4                   | 17                  | —                   | —                   | —                   | 70                  | 153                 | —                   | —                   | 62                  | —                   | - BEL: Oro | Cheese                   |
| 2010 | "House'llelujah"                                | 22                  | —                   | —                   | —                   | —                   | —                   | —                   | —                   | —                   | —                   | —                   | | Cheese                   |
| 2010 | "Rail de musique"                               | —                   | —                   | —                   | —                   | —                   | —                   | —                   | —                   | —                   | —                   | —                   | | Cheese                   |
| 2010 | "Peace or Violence"                             | 12                  | —                   | 74                  | —                   | —                   | —                   | —                   | —                   | —                   | —                   | —                   | | Cheese                   |
| 2010 | "Silence"                                       | 26                  | —                   | —                   | —                   | —                   | —                   | —                   | —                   | —                   | —                   | —                   | | Cheese                   |
| 2010 | "Je cours"                                      | 16                  | 15                  | —                   | —                   | —                   | —                   | —                   | —                   | —                   | —                   | —                   | | Cheese                   |
| 2013 | "Papaoutai"                                     | 1                   | 3                   | 3                   | —                   | 36                  | 2                   | 1                   | 6                   | 10                  | 4                   | —                   | - AUT: Oro - BEL: 2× Platino - ITA: Platino - EUA: Oro - SUI: 2× Platino                                         | Racine carrée            |
| 2013 | "Formidable"                                    | 1                   | 1                   | 36                  | 20                  | —                   | 2                   | 1                   | 39                  | 16                  | 13                  | —                   | - BEL: 3× Platino - SUI: Platino                                                                                 | Racine carrée            |
| 2013 | "Tous les mêmes"                                | 1                   | 4                   | —                   | 10                  | —                   | 29                  | 1                   | —                   | 5                   | 27                  | —                   | - BEL: Platino - ITA: Platino                                                                                    | Racine carrée            |
| 2014 | "Ta fête"                                       | 2                   | 6                   | —                   | —                   | —                   | 45                  | 30                  | —                   | —                   | —                   | —                   | - BEL: Platino                                                                                                   | Racine carrée            |
| 2014 | "Ave Cesaria"                                   | 45                  | —                   | —                   | —                   | —                   | —                   | 97                  | —                   | —                   | —                   | —                   | | Racine carrée            |
| 2014 | "Meltdown" (feat. Lorde, Pusha T, Q-Tip & Haim) | 5                   | 7                   | —                   | —                   | —                   | —                   | 107                 | —                   | —                   | —                   | —                   | | Sencillo independiente   |
| 2015 | "Carmen"                                        | 46                  | 31                  | —                   | —                   | —                   | —                   | 67                  | —                   | —                   | —                   | —                   | | Racine carrée            |
| 2015 | "Quand c'est?"                                  | —                   | 39                  | —                   | —                   | —                   | —                   | 142                 | —                   | —                   | —                   | —                   | | Racine carrée            |
| 2017 | "Repetto X Mosaert"                             | —                   | —                   | —                   | —                   | —                   | —                   | —                   | —                   | —                   | —                   | —                   | | Sencillos independientes |
| 2018 | "Défiler"                                       | 7                   | 29                  | —                   | —                   | —                   | —                   | 8                   | —                   | —                   | —                   | —                   | | Sencillos independientes |
| 2021 | "Santé"                                         | 1                   | 2                   | —                   | —                   | —                   | 27                  | 3                   | —                   | —                   | 12                  | —                   | | Multitude                |
| 2022 | "L'enfer"                                       | 1                   | 1                   | —                   | —                   | —                   | 10                  | 1                   | —                   | —                   | 3                   | —                   | | Multitude                |

### Videos musicales
| Año  | Canción                                        |
| ---- | ---------------------------------------------- |
| 2003 | "Faut qu’t’arrêtes le rap..." (feat. J.E.D.I.) |
| 2009 | "Up saw liz"                                   |
| 2009 | "Alors on danse"                               |
| 2010 | "Te quiero"                                    |
| 2010 | "House'llelujah"                               |
| 2011 | "Je cours"                                     |
| 2011 | "Peace or Violence"                            |
| 2013 | "Papaoutai"                                    |
| 2013 | "Formidable"                                   |
| 2013 | "Tous les mêmes"                               |
| 2014 | "Ta fête"                                      |
| 2015 | "Carmen"                                       |
| 2015 | "Quand c'est?"                                 |
| 2018 | "Défiler"                                      |
| 2021 | "Santé"                                        |
| 2022 | "L'enfer"                                      |